# Томачеллі

Герб Боніфація IX

Томаче́ллі (італ. Tomacelli) — італійський шляхетний рід з Неаполітанського королівства. Бічна гілка генуезького дому Чібо. Родоначальник — Томазо Чібо, який 970 року переїхав з Генуї до Неаполя. Його нащадки отримали прізвище «Томачеллі» (тобто — Томазовичі, Томазенки, нащадки Томазо). Голови дому володіли численними феодальними володіннями в Кампанії. Поділялися на Капуанську і Нідоську гілки. Мали баронські, графські (з ХIV ст.) і герцозькі (з XVII ст.) титули. Належали до Неаполітанського патриціату.  1352 року неаполітанський король Людовик І і його королева Джованна I нагородили Томачеллівський дім новоствореним орденом Вузла. 1712 року голова роду Франческо Томачеллі отримав титул князя Священної Римської імперії від імператора Карла VI. Найвідоміший представник — Боніфацій IX (в миру — Пєтро Томачелі), обраний римським папою в 1389 році.

## Назва
- Томаче́ллі (італ. Tomacelli), або Томачелі
- фамілія Томачеллі (італ. Famiglia Tomacelli)
- Томачеллівський дім (італ. Casa Tomacelli)
- Чібо-Томачеллі (італ. Cybo Tomacelli)

## Герб
- Капуанська гілка (Sedile di Capuana): у червоному щиті шаховий перев'яз золотого і синього кольорів у три ряди.
- Нідоська гілка (Sedile di Nido): у червоному щиті шаховий перев'яз срібного і синього кольорів у три ряди.

Герб генуезьких Чібо
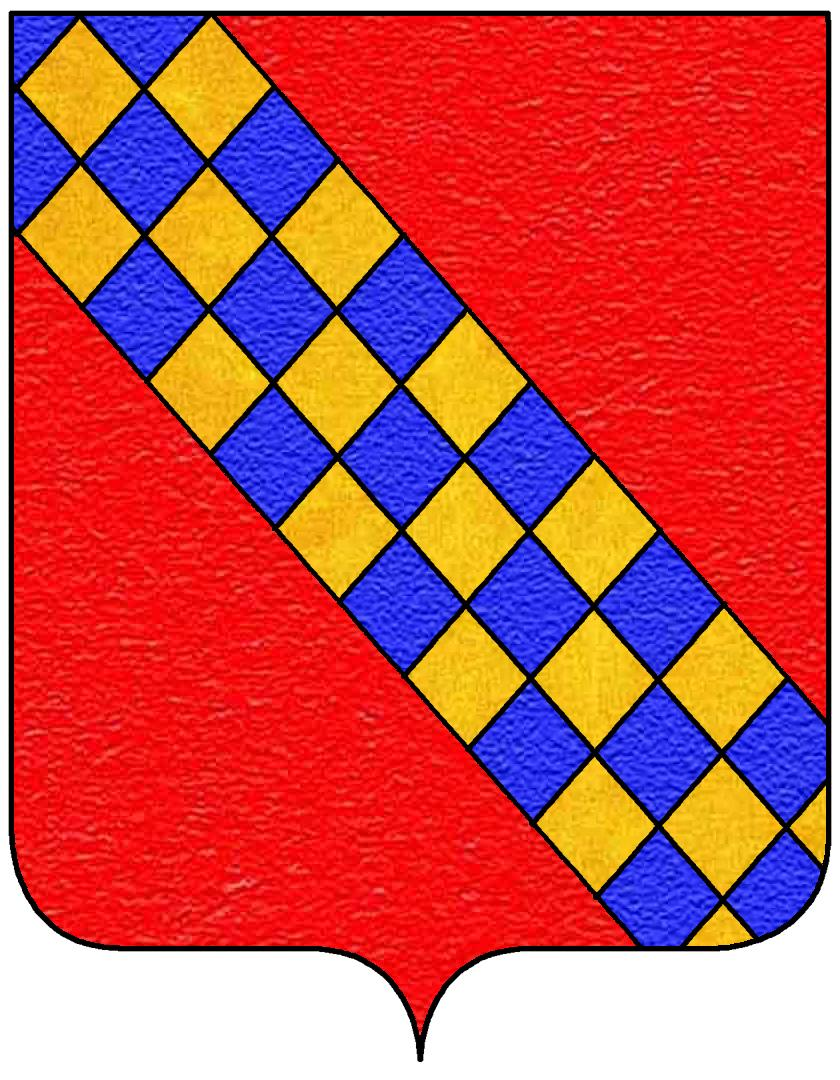
Герб неаполітанських Томачеллі
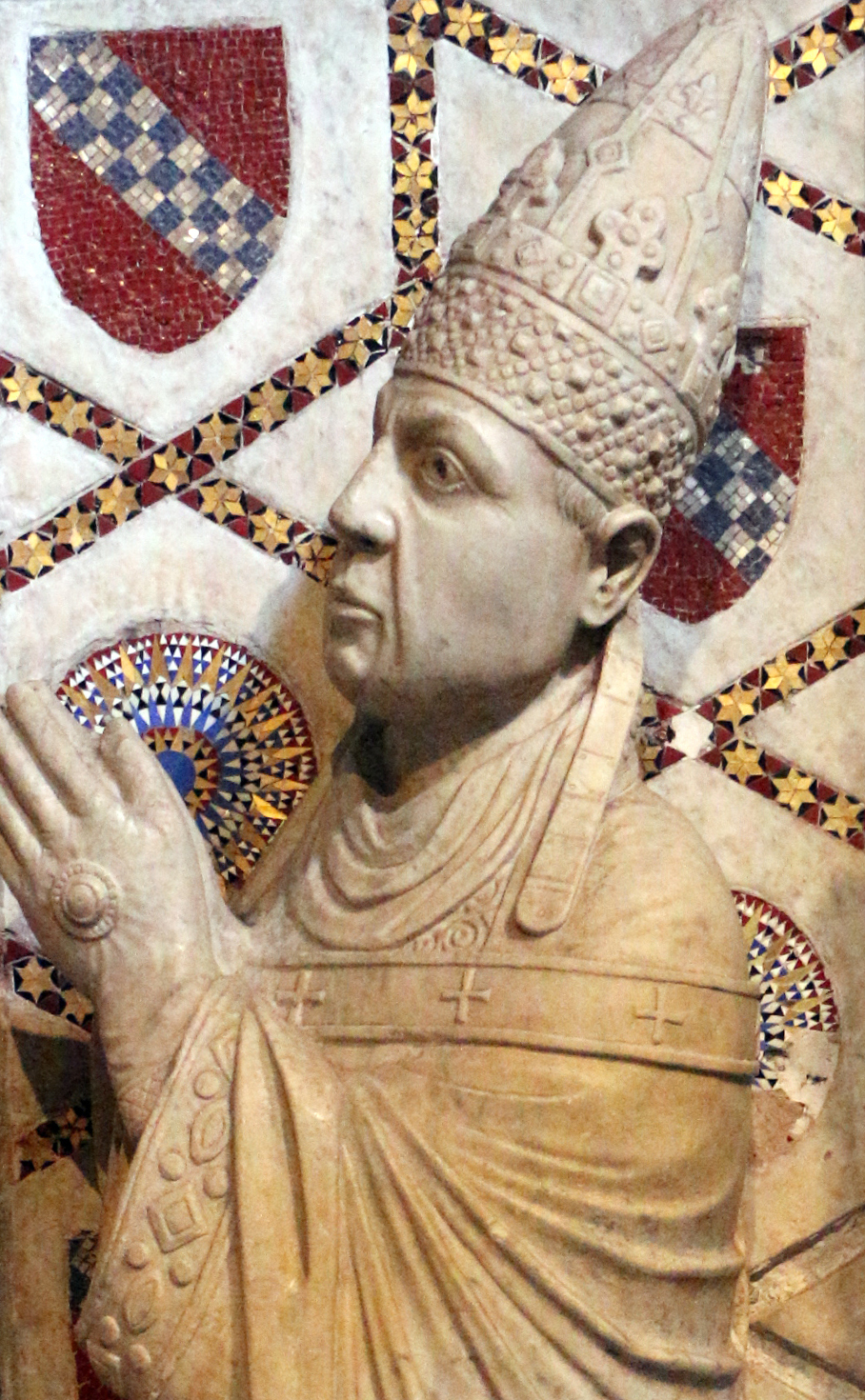
Боніфацій ІХ ХІV ст.
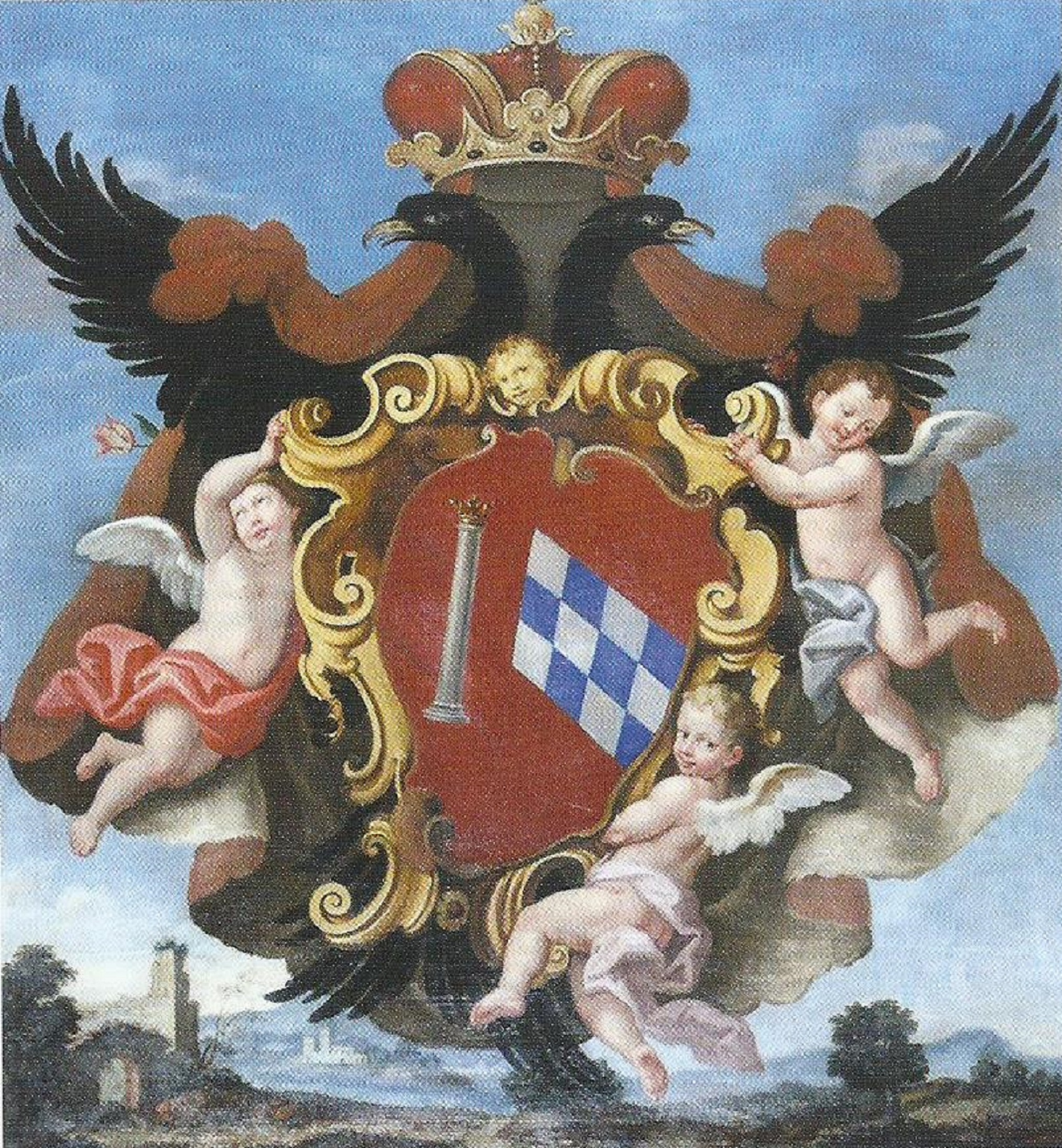
Колонна-Томачеллі ХVIIS ст.
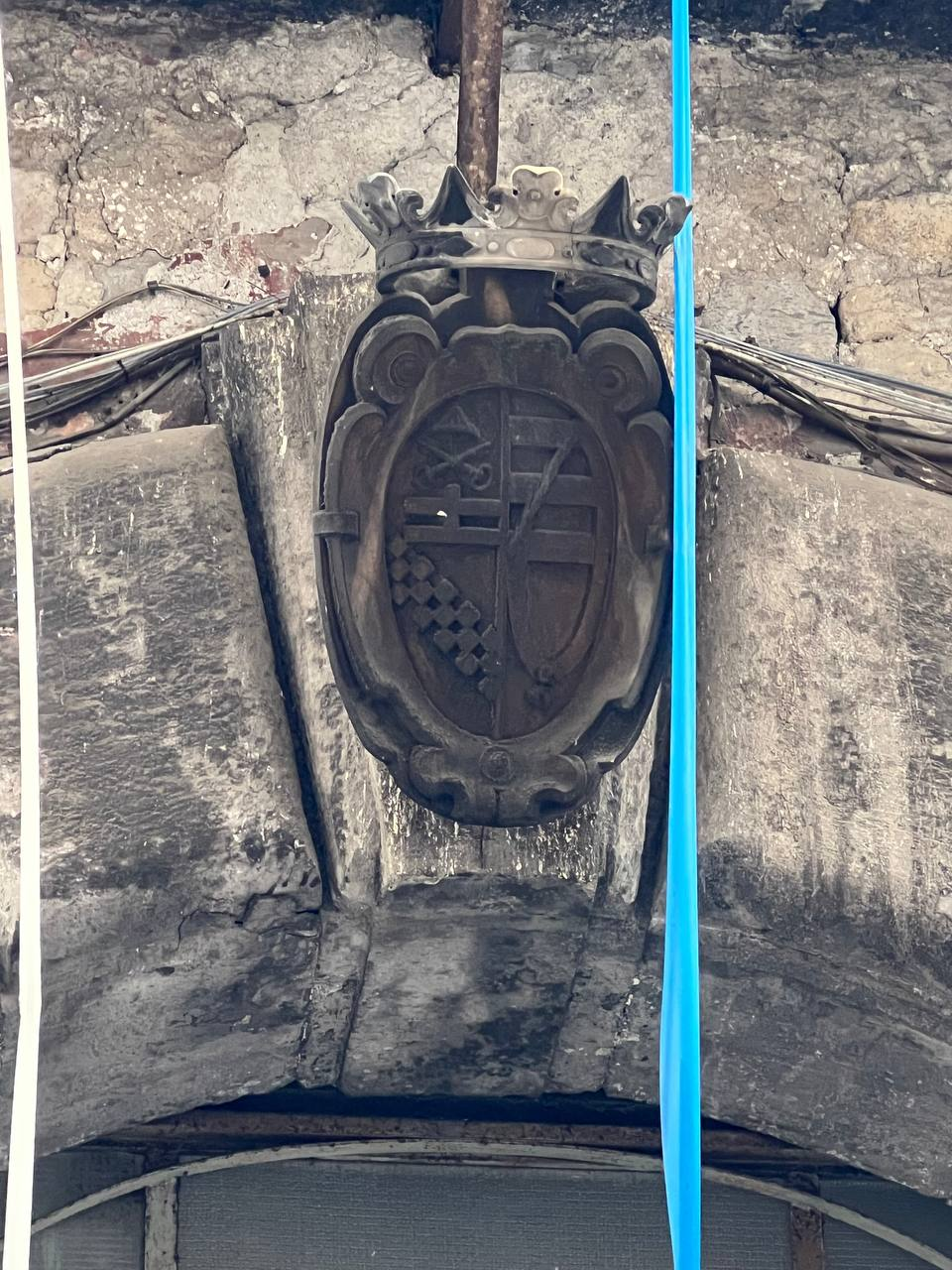
Томачеллі-Карафа ХVII ст.

## Титули. Володіння
- Барони Казаранельські (нині — Казарано; Baroni di Casaranello) і Рагузькі (Ragusa)[1];
- Графи Альвітські (Conti di Alvito), Арпінські (Arpino), Кальвійські (Calvi), Ночерські (Nocera), Сорські (Sora; з 1399)[1];
- Марікізи Анконські (Marchesi di Marca d’Ancona), Рагузькі, К'юзанські (Chiusano)[1];
- Герцоги Сполетські (Duchi di Spoleto), Монастерацькі (Monasterace), Саннтакатеринські (Santa Caterina), Орв'єтські (Orvieto)[1];
- Князі Альтамурські (Principi di Altamura)[1];
- Князі Священної Римської імперії — 1712 року голова роду Франческо Томачеллі отримав титул князя Священної Римської імперії від імператора Карла VI.
- Князі Австрійської імперії (principe dell’Impero d'Austria)[1].

Томачеллі також володіли багатьма феодальними володіннями, зокрема: Афрагола, Альтамура, Баньолі, Баяно, Боніто, Казаранелло (нині — Казарано), Фрагніто, Монтемало, Ночера (нині — Ночера-Інферіоре), Орв'єто, Роккарайнола, С. Мауро, Сомма.
1399 erhob König Ladislaus Giovanni Tomacelli zum Grafen
Крім цього члени родини Томачеллі часто зрекалися своїх багатств і вступали до чернечо-лицарського Мальтійського ордену.

## Представники
- Томазо / Томазелло Чібо (Tomasello Cybo; ? — ?) — родоначальник. Оселився в Неаполі з 970 року[1]. Брав участь в обороні міста 973 року проти капуанського князя Пандульфа I.
  - Джованні Томачеллі (Giovanni Tomacelli; ? — ?) — син Томазо; конетабль Неаполітанського герцогства в XI ст[1].
- Рікардо Томачеллі (Riccardo Tomacelli; ? — ?) — адмірал неаполітанського короля Вільгельма II Доброго; 1185 року він очолив флот для завоювання Дураццо і Фессалонік, які на той час перебували під владою Константинополя[1].
- Якопо Томаччелі (Iacopo Tomacelli; ? — ?) — імперським ескалаторій, відповідальний за королівські фабрики та фортеці[1].
- Бартоломео Томаччелі (Bartolomeo Tomacelli; ? — ?) — радник і сенешаль короля неаполітанського короля Карла III[1].
- Джакомо Томачеллі (Giacomo Tomacelli; ? — ?) — барон Казаранельський (нинішнє Казарано) в Отрантській землі[1].
  - П'єтро Томачеллі (Pietro Tomacelli; 1356 — 1404), більш відомий як римський папа Боніфацій IX (1389 — 1404) — син Джакомо[1].
- Джован Баттіста Чібо-Томачеллі (Giovan Battista Cybo Tomacelli; 1432 — 1492), більш відомий як римський папа Інокентій VIII[1].
- Арон Чібо-Томачеллі (Aron Cybo Tomacelli; ? — ?) — регент трибуналу неапольського вікарія, камергер неаполітанського короля Рената І[1].
- Франческо Томачеллі (Francesco Tomacelli; ? — ?) — єпископ Козенцький (1413 — 1425) і Капаччівський (1425 — 1439)[1].
- Доменіко Томачеллі (Domenico Tomacelli; ? — ?) — отримав від іспанського короля Філіпа V титули герцога Монастерацького і Сантакатеринського, а від імператора Карла VI — титул герцога Рагузького; Рагузу він придбав незадовго до цього[1].
- Джакомо Томачеллі (Giacomo Tomacelli; ? — ?) — галатрський сеньйор[1].
  - Лукреція Томачеллі (Lucrezia Tomacelli; 1580 — 1622) — донька Джакомо; дружина паліанського князя Філіппо I Колонни (1578 — 1639)[1].
- Федеріко Томачеллі (Federico Tomacelli; ? — ?) — маркіз К’юзанський[1].
- Франческо Томачеллі (Francesco Tomacelli; ? — ?) — 1712 року отримав титул князя Священної Римської імперії від імператора Карла VI[1].

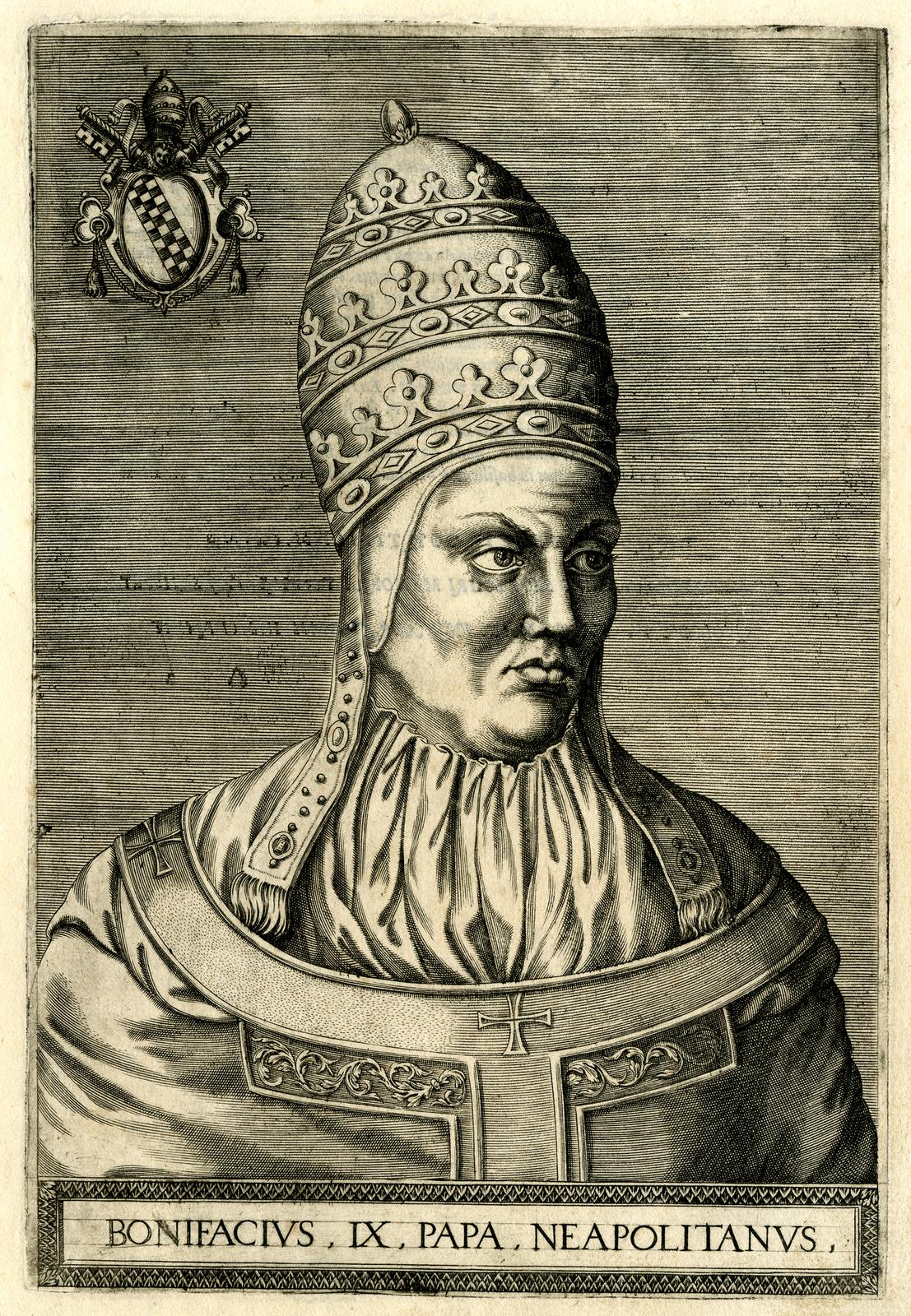
Боніфацій IX
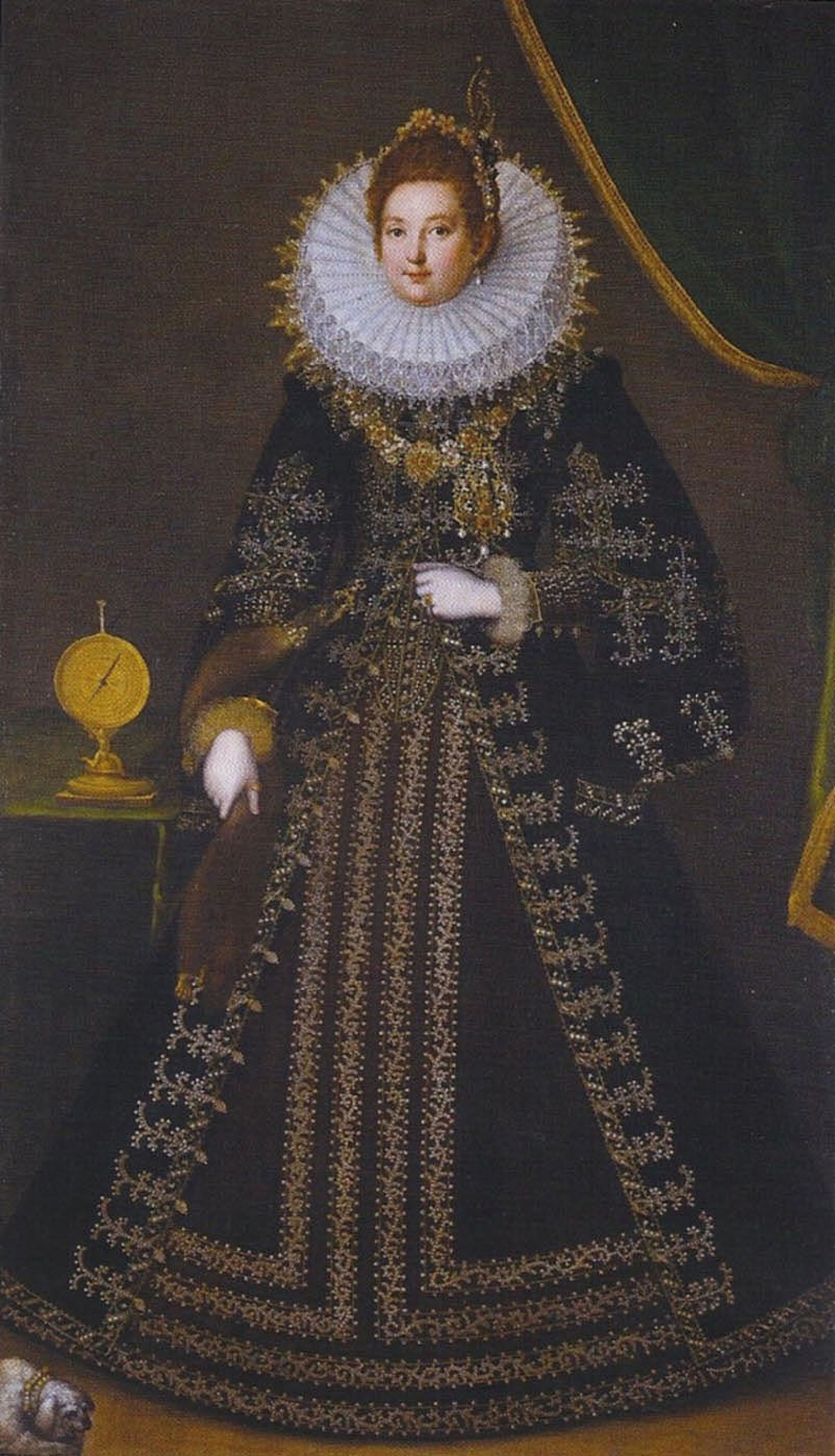
Лукреція Томачеллі

## Усипальниці

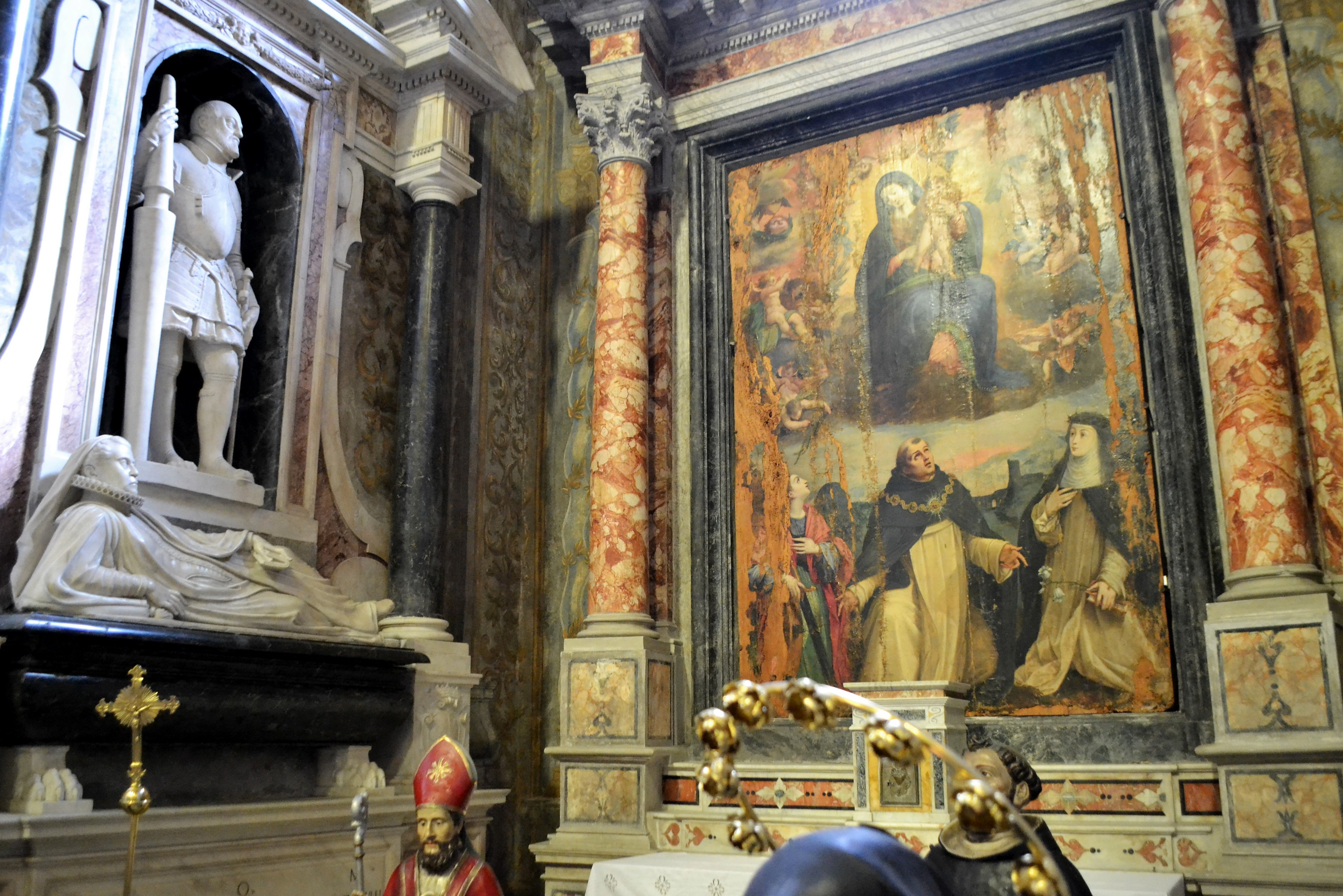
Каплиця Томачеллі (Неаполь)

- Церква святої Катерини (chiesa di Santa Caterina a Formiello) в Неаполі, в якій розташована каплиця Томачеллі (Cappella Acciapaccia / o Tomacelli). Тут зображено похоронний пам’ятник Федеріко Томачеллі, маркізу К’юзанському, висічений стоячи в обладунках, а під гробницею — пам'ятник його дружини Антонії Пізанеллі в напівлежачій позі.